# モーツァルト家の大旅行

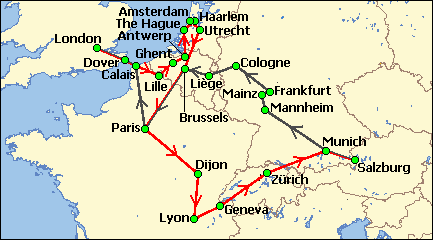
1763年-1766年の大旅行の道のり。黒い線で示されるのがロンドンへ向かう1763年から1764年の往路。赤い線で示されるのが1765年から1766年の往路。細い線は各都市への行程である。

この項ではモーツァルト家の大旅行（モーツァルトけのだいりょこう）、すなわちレオポルト・モーツァルトとその妻アンナ・マリアが、1763年から1766年にかけて音楽的才能に恵まれた彼らの子どもたちであるマリア・アンナ（愛称ナンネル）とヴォルフガング・アマデウスを率いて行った演奏旅行について詳述する。
旅行開始時には2人の子どもはそれぞれ11歳と7歳だった。彼らの並外れた技量は1762年にウィーンを訪問し、ハプスブルク君主国領袖のマリア・テレジアに演奏を披露した際にはすでに明らかであった。ヨーロッパの主要都市や文化の中心を巡る旅が長くなるにつれて社会的、金銭的成功の可能性が強まっていることを察知したレオポルトは、ザルツブルク領主司教のカペルマイスター代理職の長期休暇を願い出た。その後の旅行における子どもたちの早熟な演奏ぶりは聴くものに驚嘆と満足をもたらし、2人の「神童」ぶりは確固たるものとなっていった。
旅行の前半で一家はミュンヘン、フランクフルトを経由してブリュッセルに至り、その後パリへ入って5か月間滞在した。次にロンドンへと渡った一家はその地に1年以上留まることになるが、ここでヴォルフガングは当時の一流の音楽家たちと知り合いとなり、多くの音楽に触れるとともに最初の交響曲を作曲する。その後一家はネーデルラントを訪れたが、ここでは子どもたちが2人とも病を患って演奏日程が狂うことになる。しかしながら、ヴォルフガングは旺盛な作曲意欲を見せ続けていた。帰国の途中には再度パリを訪れ、スイスにも足を運んだ一家は1766年11月にザルツブルクへと帰り着いた。
この演奏旅行の成果は相当なものであったと伝えられるが一家の暮らしぶりを変えるには至らず、レオポルトは引き続き領主司教へ仕え続けた。しかしながら、旅行によって子どもたちは国際的な音楽界に触れることができ、これが彼らにとって優れた学びの機会となった。ヴォルフガングの場合には最終的に領主司教から宮廷音楽家としての職を得るまで、続く6年間も演奏旅行を継続することになる。

## 神童

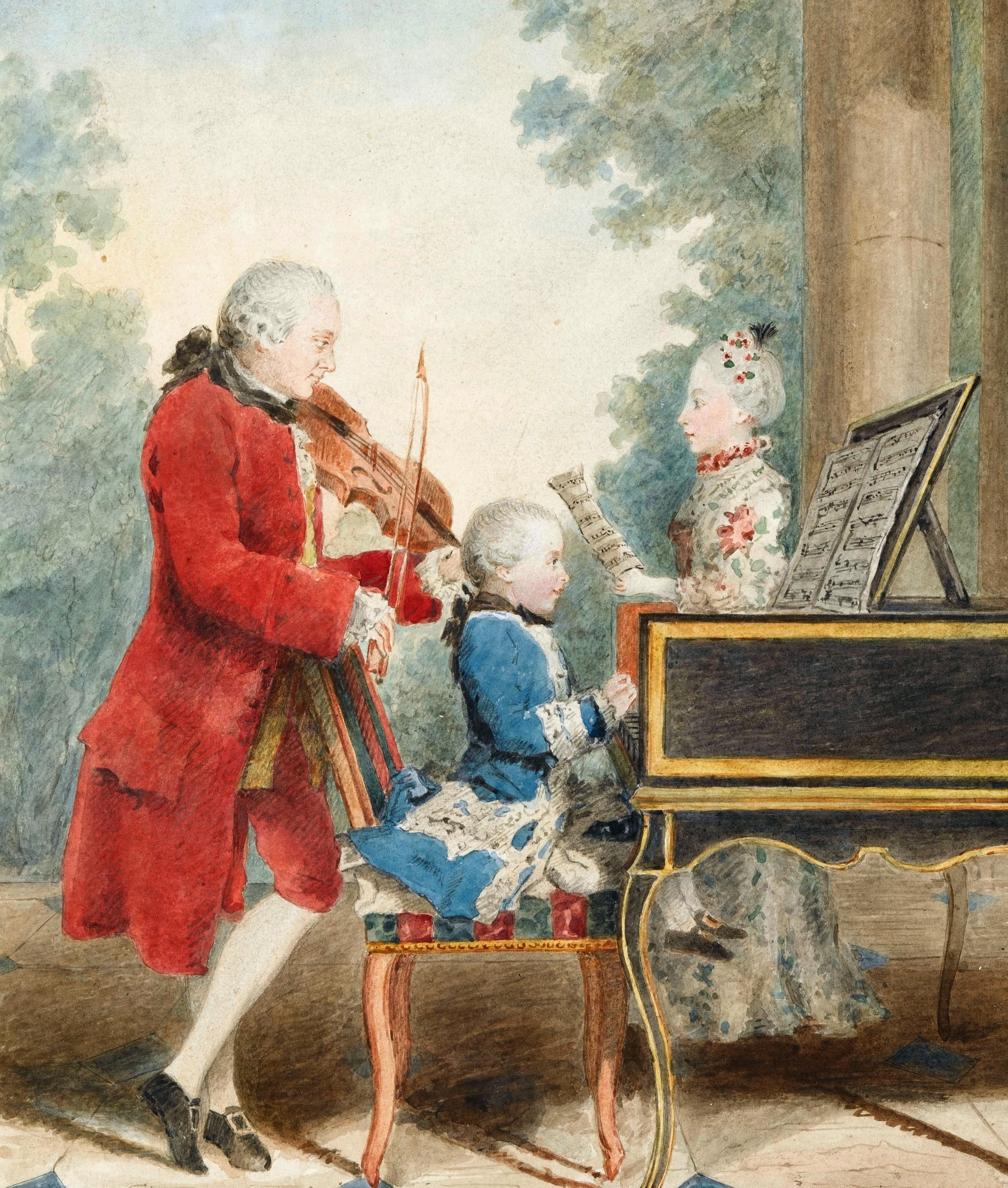
レオポルト、ヴォルフガングとナンネル
水彩画 カルモンテル画 1763年-1764年頃

18世紀においては、神童と呼ばれたのはモーツァルト家の子どもたちだけではない。教育作家のゲイリー・スプルース（Gary Spruce）は幾百もの同様のケースがあったと指摘し、ノリッジのウィリアム・クロッチが1778年にわずか3歳でオルガンリサイタルを開いたことを例に引いている。イギリスの学者であるジェーン・オコナー（Jane O'Connor）が説明するところでは、18世紀に神童が持てはやされたのは「なにがしかの並外れたところがある子どもに、潜在的な娯楽性及び金銭的価値があることが認識された」からであった。モーツァルトと同時代に幼少期を過ごした人物にはヴォルフガングと同年生まれのヴァイオリニストで作曲家のトーマス・リンリーや、オルガンの神童であったジクストゥス・バッハマンらがいる。モーツァルトはそうした神童たちの中にあって、早くからの成功と有望さにより将来性が見込まれる基準として認識されていく。
レオポルトとアンナ・マリアのモーツァルト夫妻は7人の子を授かったが、1751年7月31日生まれで4番目にあたるマリア・アンナ（愛称ナンネル）と1756年1月27日生まれで末っ子のヴォルフガング・アマデウス以外は幼少期に命を落としている。子どもたちはレオポルトの指導の下、自宅で教育を施されて読み書き、算術、絵画に加えて歴史や地理に関して基礎的な知識を身につけた。2人の音楽教育に関しては、レオポルトと仲間の音楽家らの日常的な練習や本番に触れることで促進された。ナンネルが7歳になるとレオポルトは彼女にハープシコードの演奏を教え、ヴォルフガングはそれを眺めていた。ナンネルはこう述べている。「彼はすぐさま非凡な、天賦の才覚を示しました。彼はしばしばピアノの傍で長い時間を過ごし、見よう見まねで3度の和音を鳴らしては、それが心地よく感じたのか喜びを顕わにしていました。（中略）彼は5歳になる頃にはかわいらしい曲を作曲しては、父がそれらを書きとめられるように演奏して見せたのです。」一家の友人で詩人のヨハン・アンドレアス・シャハトナー（Johann Andreas Schachtner）が語ったところによると、4歳のヴォルフガングはピアノ協奏曲として成り立つ楽曲を作曲し始めており、また音の高低に対する驚異的な感覚を示すことができたという。

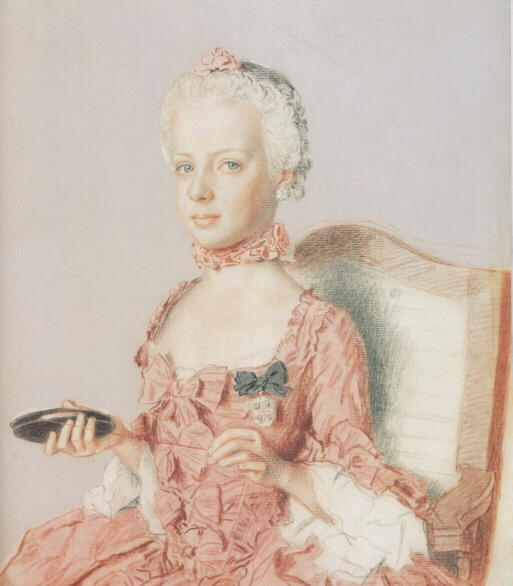
ウィーンでモーツァルトに出会った7歳のマリー・アントワネット 1763年

ナンネル自身も弟に劣らず極めて呑み込みが早く、11歳になる頃には高い技術をもって鍵盤楽器を演奏していた。それは1762年のことであったが、この年にはバイエルン選帝侯マクシミリアン3世ヨーゼフの御前で演奏を披露させるべく、レオポルトは子どもたちをミュンヘンへ連れて出かけた。その後レオポルトは一家全員を連れてウィーンに旅立っており、この旅行は3か月に及んだ。彼は幾人かの貴族のパトロンからの招待を確約されており、到着して3日のうちに子どもたちはコラルト伯爵（Collalto）の御殿で演奏を披露している。出席者の中にはウィーン財務省の顧問官で後に首相となるカール・フォン・ジンゼンドルフがおり、彼は自らの日記にこう記した。「わずか5歳半だと紹介された（実際にはヴォルフガングは7歳近かった）少年がハープシコードを演奏した。」帝国副大臣の前で演奏したことがきっかけとなり、一家は王宮に招かれることになった。オーストリア大公マリア・テレジアはヴォルフガングの能力を試すために、楽器に覆いをしたまま演奏するように要求した。この宮廷訪問の際にヴォルフガングは2か月年長の皇女マリア・アントニア、後のフランス王妃マリー・アントワネットに出会っている。モーツァルト研究家のエリック・ブロムは、ヴォルフガングが磨き上げられた床で滑ったところをいかに皇女が助けたかという逸話について詳述している。ヴォルフガング少年は返礼として皇女に求婚したと考えられている。
モーツァルト家がウィーンの貴族の間で有名になるに従い、彼らはしばしば日に何度も演奏を求められるようになっていった。こうした活動に対する報酬ははずみ、ウィーンで多忙な1週間を過ごすとレオポルトは自身の2年分以上の給料に相当する額を実家に送金できた。ヴォルフガングが猩紅熱にかかったことで演奏予定をこなすことが出来なくなり、彼らの活動量は元には戻らなかった。にもかかわらず、この旅行でレオポルトは将来の社会的、金銭的成功を熱心に追い求めることになるのである。ザルツブルクへと戻るや否や、ヴォルフガングは大司教の誕生記念演奏会でハープシコードとヴァイオリンの演奏を披露しており、出席者を驚かせた。

## 大旅行

### 準備期間

レオポルト・モーツァルト 1765年頃

旅行を終えたレオポルトは、友人で地主のローレンツ・ハーゲナウアー（Lorenz Hagenauer 1712年-1792年）に宛てた手紙の中で、ドイツの外交官フリードリヒ・メルヒオールが子どもたちの演奏を聴いた後で発した言葉を引用している。「今、私は生涯で1度の奇跡を目の当たりにした。こんなことは初めてだ。」レオポルトはこの奇跡を世界中に知らしめることが自らの使命であり、さもなくば自分が「最も恩知らずな生き物」となるだろうと信じていた。モーツァルトの伝記作家であるヴォルフガング・ヒルデスハイマーは、少なくともヴォルフガングについてはこの思惑は時期尚早であったと考えている。「父が息子を数年間にわたって西ヨーロッパ中引きずり回すには早過ぎる。絶え間ない環境の変化によってたくましい子どもでさえも消耗し尽くしてしまったのではないか（後略）。」ところが、ヴォルフガングがこのように幼少期に酷使されて肉体的に傷ついた、もしくは音楽的に遅れを生じことを示す証拠はわずかしかない。彼は初めからこの挑戦に耐えられると感じていたかのようである。
レオポルトは可能な限りすぐに演奏旅行を開始したいと考えていた。子どもたちが幼ければ幼いほど、彼らの才能がもたらす衝撃は大きなものとなるからである。彼は計画した旅程の中で南ドイツ、ネーデルラント、パリ、スイスと可能であれば北イタリアを回りたいと考えていた。ロンドンへの旅はパリ滞在中に急かされて追加されたものであり、ネーデルラントへの寄り道は計画外の遠回りであった。行程表は文化の大中心地と、できるだけ多くヨーロッパの豪華な宮殿を含むように立てられた。レオポルトは自らのプロの音楽家としての情報網と、宮殿からの招待を受けられるように新しく築いた縁故を頼りにしていた。実際的な援助はハーゲナウアーによるもので、主要都市における彼の交易上の繋がりがモーツァルト一家にとって有効な資金調達元となった。これらがあったおかげで、一家は演奏によって得られる収入が貯まるまでの間、旅行の途上で資金を得ることができたのである。
ヴォルフガングは旅行に向けた準備として、ヴァイオリンの技量を完成させていた。彼は全く誰からも指導を受けずにヴァイオリンの演奏法を習得したようである。より一般的な準備と言えば、2人の子どもが一緒に演奏して歓心を買うことであり、彼らはこの特技を失うことはなかった。旅行中はどれだけ忙しい日であっても彼らが毎日の練習を欠かすことはなく、過酷な日程に忙殺されつつも成長を遂げていった。旅行を始めるためには、レオポルトは雇い主である領主司教の許可を得ねばならなかった。レオポルトは1763年1月にカペルマイスター代理に就任したばかりであったが、それでも領主司教から長期休暇の許可を取り付けることができた。こうした土台があって、モーツァルト家の成功がザルツブルクとその領主、そして神に栄光をもたらすことになる。

### 出発 1763年7月-11月

1763年、旅行を開始した7歳のモーツァルト。前年冬にマリア・テレジアから贈られた洋服を着ている。

1763年7月9日の旅の始まりは幸先の悪いものとなった。最初の日に馬車の車輪が壊れ、修理が行われるのに24時間の足止めを食うことになった。レオポルトはこの遅れを逆手に取り、近くにあったヴァッセンブルクの教会へとヴォルフガングを連れて行った。レオポルトによると、ヴォルフガングはオルガンの足鍵盤をあたかも数か月特訓してきたかのように弾きこなしたという。ミュンヘンでは連夜にわたり選帝侯マクシミリアン3世ヨーゼフの御前で演奏を披露し、この働きに対してはレオポルトの年収の半分に相当する354グルテン（またはフロリン）が支払われた。次なる目的地はレオポルトの母がいるアウクスブルクであったが、レオポルトと疎遠になっていた彼女はこの街で開かれた3回の演奏会のいずれにも出席することを拒んだ。続いて一家はシュヴェツィンゲンとマンハイムの宮殿を訪れ、プファルツ選帝侯カール・テオドールとその妃に演奏を披露、驚きをもって迎えられた。
次に長く滞在したのはマインツである。選帝侯は病に伏せていたが、一家は町で3回の演奏会を催して200グルテンの収入を得た。マインツを後にした彼らはマイン川を船で遡ってフランクフルトへと至り、ここでも公開演奏会を行った。フランクフルトで最初の演奏会には当時14歳のゲーテが出席しており、彼はずっと後になってから「かつらを被り帯刀した少年だった。」と回想している。こうした演奏会の告知広告には「少女」が「最難曲を最高の熟達により」演奏し、一方「少年」がヴァイオリンで協奏曲を演奏するのに加えて鍵盤を完全に布で覆ったまま演奏するというウィーンでの芸当の再現をする、とある。そうしてさらに「彼は求められれば何でもその場で即興演奏します。フォルテピアノだけでなく、オルガンでも（中略）どの調性でも、最も難しいものでさえも。」
船旅を再開した一家はコブレンツ、ボン、ケルンを訪れた。その後西へと進路を取りアーヘンに到着すると、プロイセン王フリードリヒ2世の妹であるアンナ・アマリアの前で演奏を行った。アンナはレオポルトにベルリンへと向かう旅程をキャンセルするよう説得を試みたが、レオポルトは折れなかった。「彼女は金を持っていなかった」と彼はハーゲナウアーに書き送っている。演奏に対する彼女からの報酬はキスだったという。「だが、宿屋の主人も郵便局長もキスでは満足しようがないだろう。」次に彼らが向かったのは、現在ではおおよそベルギーとルクセンブルクとなっているネーデルラントであり、地域の中心都市であったブリュッセルには10月5日に到着した。ここではカール・アレクサンダー・フォン・ロートリンゲン総督からの召集がかかるまで数週間待機し（「総督は狩猟をして、食べて、飲んでばかりだった。」とレオポルトはハーゲナウアーに書き送った）、一家は11月7日に大演奏会を開催した。15日には次なる目的地であるパリを目指し、彼らは旅路に就いている。
ブリュッセルでの空白期間の間に、ヴォルフガングの興味は演奏から作曲へと移り始めていた。10月14日にはハープシコードのための『アレグロ』を完成し、これが続くパリでの滞在中に書き上げられる『ヴァイオリンソナタ第1番』K.6に転用されることになる。

### パリ 1763年11月-1764年4月

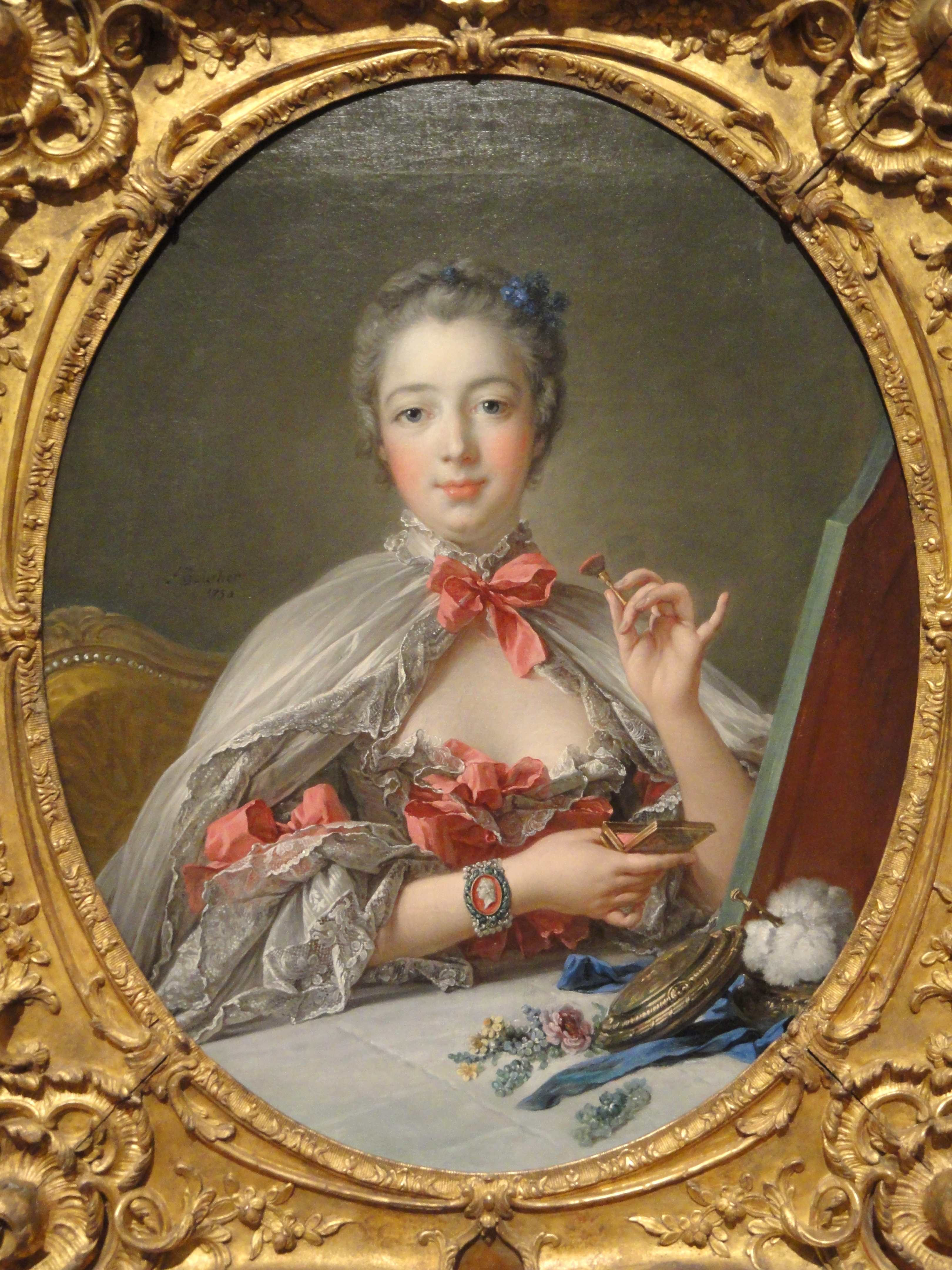
ヴェルサイユ宮殿でモーツァルトに出会った公妾ポンパドゥール夫人 1763年-1864年

1763年11月18日、モーツァルト一家はパリに到着した。パリはヨーロッパでも最重要の音楽の中心地であり、強大な権力、富そして知的活動による賑わいを見せていた。レオポルトは近くのヴェルサイユ宮殿でルイ15世への謁見を希望していたが、直前に王族が死亡したことであらゆる招待はすぐには行われなくなり、レオポルトは別の計画を練ることになった。子どもたちに特別の関心を向けた人物はドイツの外交官であるフリードリヒ・メルヒオール・フォン・グリムであり、彼の日誌にはヴォルフガングの芸当が熱い言葉で記録されている。「最も完成されたカペルマイスターだろうと、これ以上の深みを持ったハーモニーと抑揚の技には到達し得ないだろう。」数か月後に記されたレオポルト自身の評価も、同様に感情的なものだった。「私のかわいい娘はまだ12歳だというのに、ヨーロッパ中で最も高い技術を持った奏者の1人だ。そして息子は、一言でいうなら、8歳にして40歳の大人に期待されるよりも多くを心得ている。」
12月24日ヴェルサイユへ移って2週間留まった一家は、その間に宮廷への縁故により王族の晩餐への出席を許された。そこではヴォルフガングが女王の手に口づけすることを許されたと伝えられる。ヴェルサイユにおいて、彼らは有名な公妾のポンパドゥール夫人の元も訪れている。その時既に夫人の最期の一か月となっていたが、レオポルトによれば「いまだ全てを支配する極めて傲慢な女性」だった。ナンネルの後年の回想によれば、ヴォルフガングは椅子の前に立たされて夫人に吟味され、彼女への接吻は許されなかった。
子どもたちがヴェルサイユで公式な演奏会を開いたことを示す記録は存在しない。1764年2月、彼らは50ルイ・ドールと金のかぎたばこ入れを王家の娯楽を司る部署から貰い受けている。おそらく王族を非公式に楽しませたことへの褒美と考えられるが、これ以上の詳細は不明である。パリでは3月10日から4月9日にかけて、サントノーレ通りの私設劇場で演奏会を催した。同時期に、ヴォルフガングの初めてとなる出版作品が世に出された。2セットのヴァイオリンソナタK.6と7、そしてK.8と9である。これらの楽曲は息子の作品に関するレオポルトの個人カタログで、Op.1とOp.2となった。最初の2作品は王女ヴィクトワール・ド・フランスに、後の2作品はド・テッセ夫人に捧げられた。モーツァルトの伝記作家のスタンリー・セイディが述べるところでは、これらの作品はある面においてはかなり子どもっぽく単純なものであるにもかかわらず、使用されている技巧は「驚くほど確かなもので、思考の流れは明快かつ流麗、形式感は非の打ちどころがない。」
パリ滞在中にロンドン行きの決断が下された。おそらく、レオポルトの音楽上と宮廷での知人がイングランドへの渡航を勧めたのに乗る形であったと思われる。モーツァルト学者のニール・ザスローの言によれば、イングランドは「大陸から訪れた音楽家を熱狂的に迎え、破格の報酬を支払うことで知られて」おり、レオポルトへなされた助言もそのような趣旨であったことだろう。4月10日にカレーから貸切船で旅立った一行は、不快な船旅の末にドーヴァーで下船、幾分遅れながらも4月23日にロンドンへ到着した。

### ロンドン 1764年4月-1765年7月

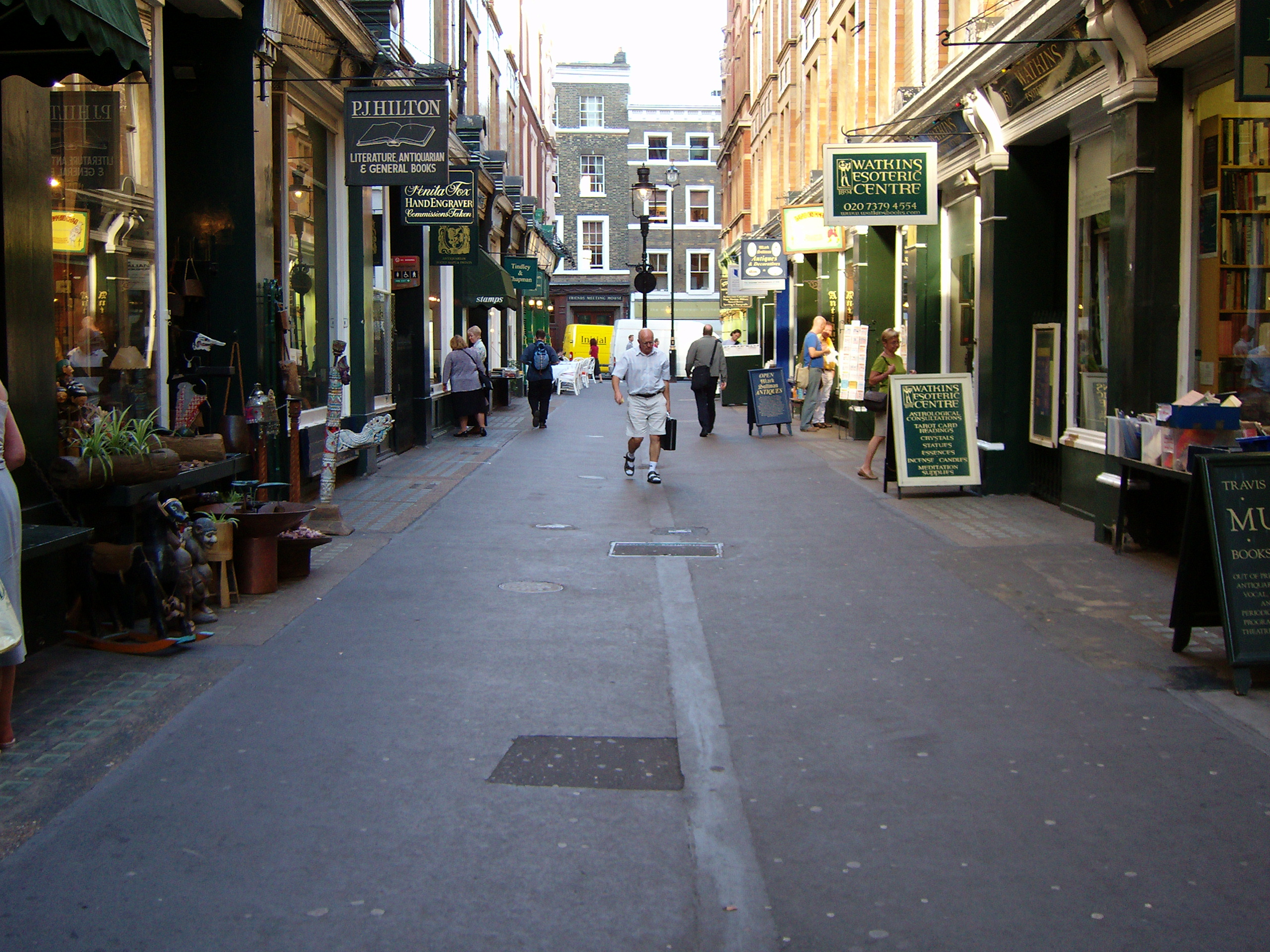
1764年4月、ロンドン到着後のモーツァルト一家はこの通りに居を構えた
セシル・コート 2005年撮影

モーツァルト家がロンドンで初めに借りた宿は、セント・マーティン・イン・ザ・フィールズ教会に程近いセシル・コートの床屋の上の階であった。パリから送られた紹介状の効果はてき面で、子どもたちは到着から4日後の4月27日には国王ジョージ3世とドイツから嫁いだ19歳の王妃シャーロットの御前で演奏を行っている。2度目の王室の婚約式が5月19日に予定されており、ヴォルフガングはそこで王のためにヘンデル、J.C.バッハ、アーベルらの作品を演奏するよう頼まれた。彼は王妃がアリアを歌う際に伴奏をすることを許され、その後ヘンデルのアリアの通奏低音を基に即興演奏を披露した。レオポルトによれば、ヴォルフガングは「誰もが驚くような最上の美しさを持った旋律」を紡ぎ出したという。
多くの貴族や上流階級の面々は夏の間ロンドンから離れていたが、レオポルトは7月4日の王の生誕祭には大半が戻ってくると計算し、それに基づき同5日に演奏会を開く手はずを整えた。これは成功したものと思われ、レオポルトはヴォルフガングが7月29日にラニラ・ガーデンズの助産院で行われる慈善演奏会に出演できるよう、急ぎ手配を行った。レオポルトがこうして慈善活動の支援に労力を割いたことは、明らかに「この非常に特別な国から愛を得る手段」と考えてのことだった。ヴォルフガングに関する宣伝にはこうある。「（略）名高く驚くべき巨匠モーツァルト、7歳の子ども（略）」（彼の実年齢は8歳であった）「あらゆる世代の中でも最も抜きん出た神童、最も驚くべき天才として尊重されるのも当然のこと。」7月8日にはサネット伯爵のグロヴナー・スクエアの邸宅で私的な演奏会が行われたが、ここからの帰りにレオポルトは喉の炎症に加えて他にも憂慮すべき症状を呈していた。「最も悲しい出来事のひとつを聞く、心の準備をして欲しい。」彼はハーゲナウアーに、自分が間もなく死去するのではないかという予感を手紙で伝えている。彼は数週間にわたって病に倒れ、一家はレオポルトの健康ためにセシル・コートの仮住まいを後にして、当時はチェルシーの村落の一角であったと思われるエバリー・ストリートの田舎の一軒家に移った。

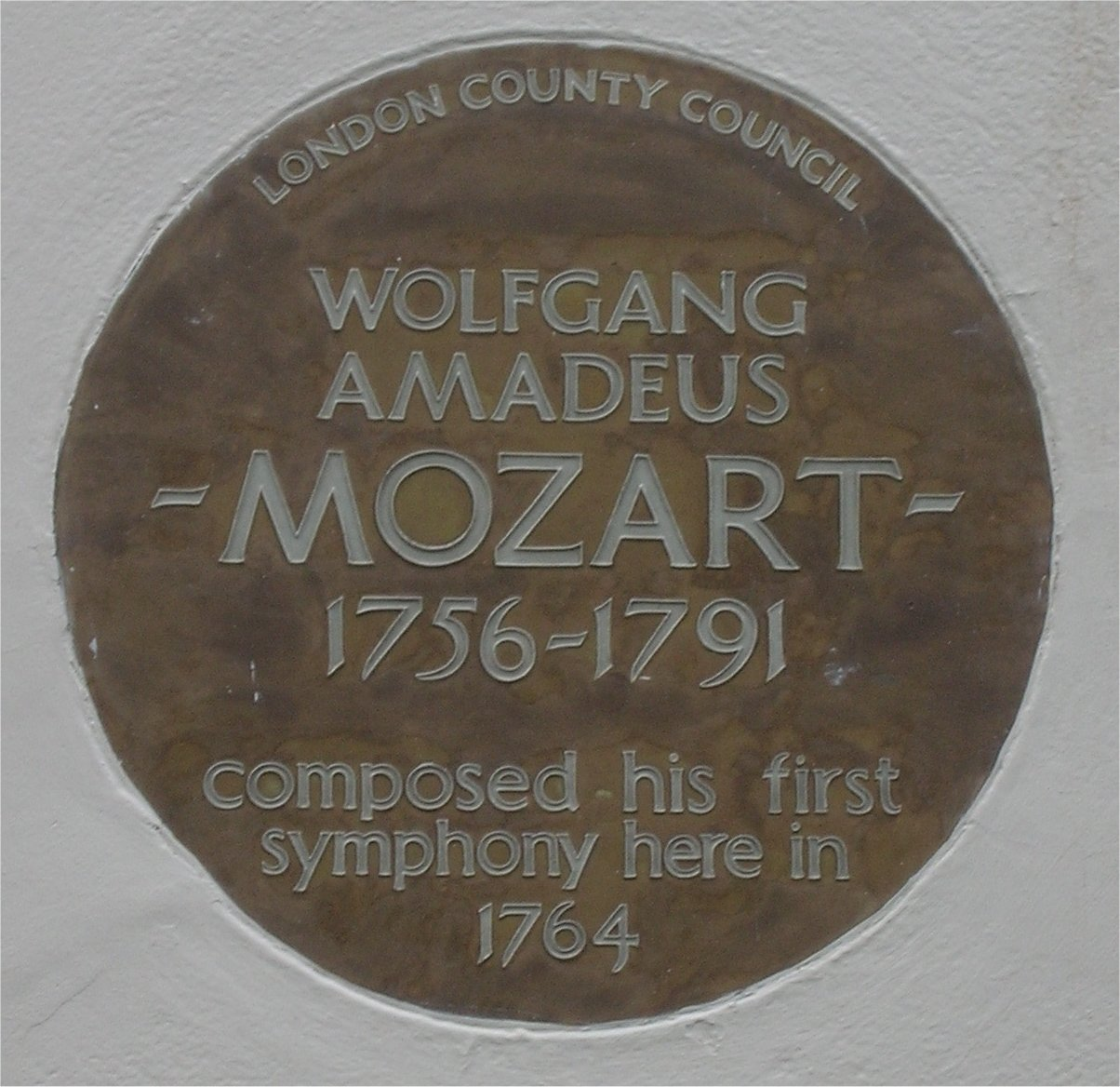
モーツァルト一家が1765年の夏季を過ごしたピムリコー、エバリー・ストリート180の家に掲げられた銘版

レオポルトが回復しないうちは演奏を行うことが出来ず、ヴォルフガングは作曲を始めることになった。作家で音楽家のジェーン・グラヴァーによれば、ヴォルフガングはJ.C.バッハとの出会いに触発されて交響曲を作曲することにしたのだという。この出会いがいつのことであったのか、またヴォルフガングがJ.C.バッハの交響曲を最初に聴いたのがいつであったのかは不明確である。しかしながら、ヴォルフガングが1764年5月に王宮での演奏会において彼のハープシコード曲を演奏していることがわかっている。まもなく『交響曲第1番』の作曲を終えたヴォルフガングは、続いて『交響曲第4番』の作曲に取り掛かる。ニ長調の第4交響曲は、ヒルデスハイマー（Hildesheimer）の言葉によると「旋律と転調の独自性は彼の（育ってきた）同時代の作曲家らの定法を凌駕している。」これらがヴォルフガングの最初の管弦楽作品であるが、ザスローはヴォルフガングの音楽帳から幻の『交響曲第0番』の存在を仮定している。モーツァルト作品に関するケッヘルの目録において同定済みの3曲の失われた交響曲は、最初の数小節が書かれているのみのものだが、これらもロンドン滞在記に書かれたものかもしれない。他にもロンドンにおいては数曲の器楽ソナタなどが作曲されており、その構想はヒルデスハイマーによれば『四手のためのピアノソナタ』K.19dに結実したとされる。フルートとチェロの追加パートを持つ『ヴァイオリンソナタ』K.10-15はシャーロット王妃の求めに応じて彼女に献呈された楽曲であるが、1765年1月と明記された上で贈呈された。また、ヴォルフガングは最初の声楽作品であるモテット『神はわれらが避難所』K.20とテノールのためのアリア『行け、怒りにかられて』K.21を作曲した。9月末になるとレオポルトが快復したため、一家は再びロンドンの中心部へと移りソーホーのスリフト・ストリート（後のフリス・ストリート）で間借りをして暮らした。この場所は複数のコンサートルームに近くて便利であったことに加え、J.C.バッハとアーベルも近所に住んでいた。大バッハの実子であるJ.C.バッハは、すぐに一家と親しく付き合うようになった。ナンネルは後に、バッハと8歳のヴォルフガングが一緒にソナタを弾いていた時のことを述懐している。2人は数小節ごとに入れ替わりながら演奏していたが、それは「その光景を見ていないものが聴いたとしたら、誰もがまるで1人の奏者が演奏しているように思ったことでしょう。」モーツァルト一家がアーベルに会ったという記録は残っていないが、ヴォルフガングは彼の交響曲を知っていた。それはおそらく毎年開催されていたバッハ＝アーベルのコンサート・シリーズを通じてのことであり、彼らから大きな影響を受けていたのである。
10月25日、子どもたちは国王からの招きを受けて、国王の即位4周年を祝う席で演奏を披露した。彼らが次に公に姿を見せるのは1765年2月21日であるが、バッハ＝アーベルの演奏会と同日開催になったために客の入りはほどほどであった。ロンドンでの演奏会はあと1度、5月13日のものだけであったが、4月から6月までの間は聴衆が一家の住む家を訪れて5シリングを支払うと、ヴォルフガングが自らの十八番を演奏していた。6月の間は2人の「神童たち」が共に、毎日コーンヒルのスワン・アンド・ハープというパブで演奏を披露したが、この時の料金はわずか2シリングと6ペンスであった。セイディーの見立てでは、こうした活動は「レオポルトがイングランドの聴衆からギニーを搾り取ろうとする、最後の必死の努力」であった。ヒルデスハイマーは旅のこの箇所をサーカス団の巡業になぞらえ、モーツァルト家とサーカス一座の一家を比較している。
モーツァルト一家は1765年7月24日に大陸へ向かってロンドンを後にした。レオポルトはこの前にデイネス・バリントン閣下による科学実験の被験者として、ヴォルフガングを差し出すことを許可している。1770年のフィロソフィカル・トランザクションズ誌に発表された報告は、ヴォルフガングの並外れた能力が本物であることを確認する内容となっている。事実上、一家がロンドンで最後に行った活動は、『神はわれらが避難所』の手稿譜の写しを大英博物館に寄贈したことであった。

### ネーデルラント 1765年9月-1766年3月

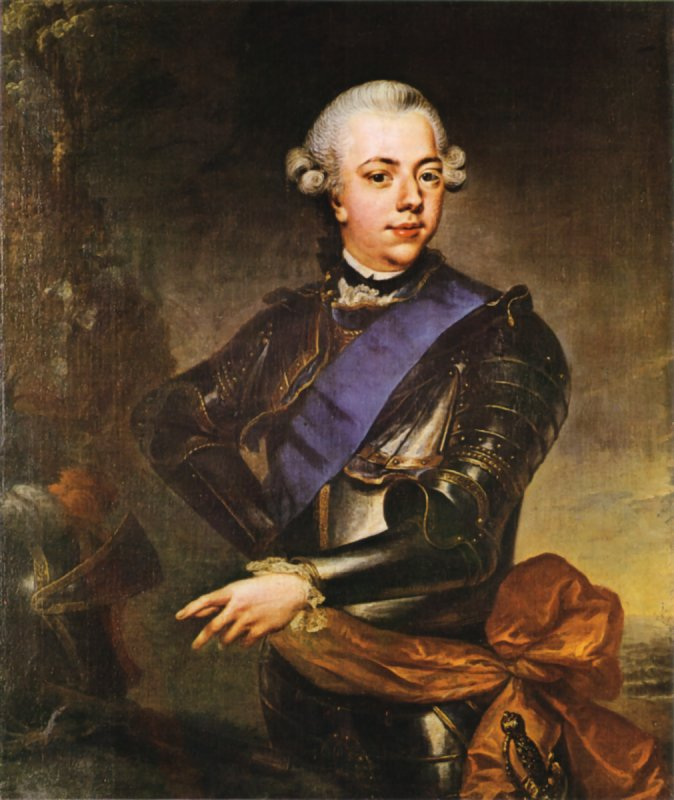
オランダ総督ウィレム5世。若き王子は1765年-1766年にモーツァルト一家と出会った。

レオポルトはハーゲナウアー宛ての書簡の中で一家はネーデルラントには立ち寄らず、パリへ向かってそのままザルツブルクの家に帰ると明言していた。しかしながら、彼はオランダ総督ウィレム5世の姉であるナッサウ＝ディーツ妃の使節からの説得を受け、デン・ハーグに向かい宮廷の公式な客人として子どもたちを妃に謁見させることにした。一行がカレーに上陸した後、ヴォルフガングが初めての病である扁桃炎にかかり、その後レオポルトが長引く眩暈の発作に悩まされたため、リールへ入ったのは一か月遅れとなった。9月の初旬には一家はヘントへと移り、そこでヴォルフガングはベルナルディンス・チャペル（Bernardines-）に新しく設置されたオルガンを演奏した。その数日後には、彼はアントウェルペンの大聖堂のオルガンも演奏している。9月11日、一家はようやくデン・ハーグへと辿り着いた。
デン・ハーグに到着すると今度はナンネルがひどい風邪にかかり、滞在第1週目に行われた最初の妃の御前演奏に参加することができず、さらにその数日後の王子への御前演奏も欠席せざるを得なかった。レオポルトはナンネルの快復を確信した上で、9月30日にオード・ドーレン（Oude Doelen）のホールに2人の神童が登場するという告知を出した。この演奏会の知らせではヴォルフガングの年齢を8歳とする一方（彼は9歳だった）、ナンネルは正しく14歳となっていた。広告はヴォルフガングに焦点を当てたものだった。「この若き作曲家の両手からはあらゆる序曲が紡ぎだされる（中略）音楽愛好家は思い思いの音楽を持って彼に対面するがよい。さすれば彼はそれを初見で弾きこなすであろう。」この演奏会が実際に行われたかどうかは定かではなく、セイディーは延期されていてもおかしくないと考えている。もし開催されていたのであればヴォルフガング1人が出演したことになる。なぜなら、この時にはナンネルの風邪は腸チフスへと変わっていたからである。彼女の病状は次第に悪化していき、10月21日には臨終の宣告を受けるまでになった。王宮から往診に来た医師が治療法を変えたことで危機を脱したナンネルは、その月の終わりには快復していた。今度はヴォルフガングは病に罹るが、12月の半ばまでには再び調子を取り戻した。
2人の子どもは1766年1月22日にオーデ・ドーレンで行われた演奏会に出演することができ、そこではヴォルフガングがロンドンで作曲した交響曲、K.19、そしてネーデルラントで書き上げられた新作の交響曲『交響曲第5番』も初披露を迎えた可能性がある。この演奏会の後、彼らはアムステルダムで過ごし、3月のはじめにデン・ハーグへと戻った。彼らが戻ってきた理由は、王子の成人を市民が祝う式典が近く行われることになっていたからである。ヴォルフガングは小オーケストラとハープシコードのためのクォドリベット『Galimathias musicum』K.32を作曲し、これは3月11日に王子を讃える特別演奏会で演奏された。この曲はこの行事のために作られた楽曲の中の1曲である。ヴォルフガングはピエトロ・メタスタージオのリブレット『アルタセルセ』（『誠実に身を守れ』K.23を含む）の台詞を使用し、妃にアリアを作曲している。また、『オランダの歌曲 Laat ons juichen, Batavieren!によるクラヴィーア変奏曲』K.24も書いた。さらに、かつてフランス王妃やイギリス王妃にしたのと同様、妃のためにK.26-31のヴァイオリンソナタ集を書き上げている。また、以前はこの数年後に書かれたと考えられていた『旧ランバッハ交響曲』K.45aとして知られる交響曲も、デン・ハーグにおいておそらく王子の成人の祝典演奏会のために作曲されたとみられる。
3月の終わりにデン・ハーグを発った一家はまずハールレムに立ち寄るが、そこではグローテ・ケルクのオルガニストがヴォルフガングを教会へと招き、国内最大級のオルガンを弾かせている。そこから途中のアムステルダムやユトレヒトでコンサートを開きつつ南東へと陸路を進み、ネーデルラントを後にするとブリュッセルとヴァランシエンヌを経由して5月10日にパリに到着した。

### 帰路 1766年3月-11月

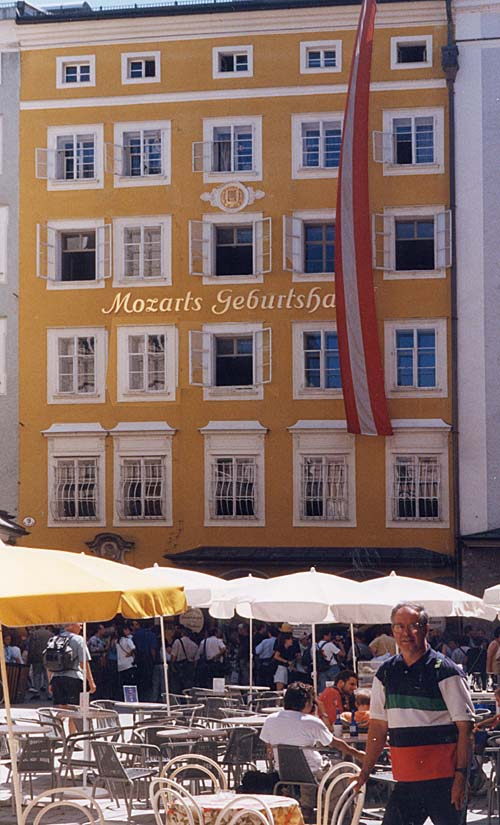
ザルツブルク、ゲトライデガッセ9番のモーツァルト一家の住まい。一家が住んだ部屋は"Mozarts Geburtshaus"と書かれているすぐ上の階である。1998年撮影

一家はパリに2か月滞在していた。この期間に彼らは演奏会を開かなかったが、グリムによればヴォルフガングの交響曲が演奏される機会はあったという。グリムは2人の子どもの成長を興奮気味に記している。彼によれば、ナンネルは「ハープシコードを最高の技術と華麗さにより演奏でき」そして「彼女に比肩し得る者は彼女の弟を置いてほかにいなかった。」彼はヴォルフガングに関して、芸術の絶頂にあるカペルマイスターの多くもこの9歳の少年が知っていることを知らないまま死んでいくのだろう、というブランズウィック（Brunswick）の言葉を引用した。「もしこの子どもたちが住んでいたら」と、グリムは続けている。「彼らはザルツブルクには居続けられないだろう。すぐに権力者たちが彼らを誰の下に置くべきかを巡って議論を始めるからである。」
このパリ滞在の間に作曲されたヴォルフガングの楽曲で唯一現存しているのは、彼が初めて挑戦した本式の教会音楽となった『キリエ ヘ長調』K.33である。7月9日、コンデ公ルイ5世ジョゼフの招きを受けた一家はパリを離れてディジョンを訪ねた。そこでは7月19日の演奏会で地元の管弦楽団の伴奏により子どもたちが演奏したが、レオポルトは楽団員に対する蔑みの言葉を残している。「Très mediocre – Un miserable italien detestable – Asini tutti – Un racleur (a scratcher) – Rotten.」次に一家が赴いたリヨンでは、ヴォルフガングが「1時間15分にわたって出来うる限りの熟達により前奏曲を演奏したにもかかわらず、褒美は何もなかった。」
8月6日のハーゲナウアー宛ての手紙にはトリノへ進み、そのまま北イタリアを横切りヴェネチアへ入り、その後チロルを経由して帰宅したいというレオポルトの希望が記されていた。彼は「旅を楽しみ旅を愛する我々は、まっすぐに進む」と書いているが、こう付け加えている。「（略）家に（寄り道せず）帰らねばならないと言ったのだから、約束は守らないといけないな。」一家はスイスを通過する近道を通って8月20日にジュネーヴに到着し、ここでは子どもたちが2度の演奏会を行い、著名な作曲家のアンドレ＝エルネスト＝モデスト・グレトリの挑戦を受けた。何年も後になってグレトリはこの時の出会いについて記している。「私は彼（ヴォルフガング）に変ホ長調のアレグロを書いてやった。難しい曲だったが演奏してみせてはやらなかった。彼はそれを弾きこなし、私自身を除く誰もがそれは奇跡だと思った。彼は決して間違えることはなかったのだが、転調すると私が書いたパッセージをあちこち別のものに変えて演奏していたのだ。」このようにヴォルフガングが弾きこなせないパッセージに直面すると即興を行ったという主張は、彼を試そうとしてやってきた人々から出た唯一の否定的意見のようである。
旅がスイスを越えて続く中、ローザンヌやチューリッヒでも演奏会が開かれた。ネーデルラント出発後、ヴォルフガングはあまり作曲をしていない。チューリッヒの演奏会のために書かれた『クラヴィーア小品』K.33bと、その後フュルステンベルク家の王子のために書かれた数曲のチェロ作品（散逸）である。その王子は一行が10月20日にドイツ国境のドナウエッシンゲンに至ると彼らを歓待し、約12日間滞在させた。旅を再開した彼らは11月8日にミュンヘンへと到着したが、ここでヴォルフガングが病に倒れたため2週間の足止めを余儀なくされる。しかし、彼は11月22日にはナンネルと共に選帝侯に演奏を披露できるまでに回復していた。数日後にザルツブルクを目指して出発した一家は、1766年11月29日にゲトライデガッセの我が家へと帰り着き、これをもって大旅行は完結した。

## 分析

### 経済面
旅の間には、幾度もの長引く疾病など彼らの収入源が切り詰められる場面は度々あったが、一家はそれらを乗り越えることができた。旅行中の収入と支出が総額でどれくらいであったのかレオポルトは明らかにしていないが、収入が相当な額であったことは明らかであり、それはかかった経費に関しても同様である。ザルツブルクのペータース大修道院の司書は、彼らが持ち帰った贈り物だけでも12,000フロリンの価値があると考えていたが、同時に一連の事業には20,000フロリンが拠出されたと見積もっている。支出が巨額だったのは間違いがない。旅行を開始して10週間が経過した1763年9月、レオポルトはハーゲナウアーに宛てた手紙の中で、これまでにかかった経費が1,068フロリンであり、これは演奏会収入により賄える金額だったものの余剰金は多くないと伝えている。レオポルトはこう述べた。「残しておけるものは何もなかった。なぜなら、我々は自らの健康と私の君主の評判を守るために、貴族もしくは宮中の装いで旅をせねばならないからだ。」さらに後になって、彼は1763年11月にパリへ到着した際には「わずかな現金」しか持っていなかったと記録している。
預金額が一杯になったことも何度もあった。1764年4月に2回の演奏会を成功させてパリ滞在を終えようとしている時、レオポルトは銀行に2,200フロリンを預け入れようとしていることを伝えている。2か月後にロンドンでの最初の成功を飾った際には、レオポルトはさらに1,100フロリンを口座に入金した。しかしながら彼は同年11月には、彼自身の長引く病と収入のめどが不確であることから、ロンドンでの生活費の高さを心配している。彼がハーゲナウアーに伝えたところによると、7月からの4か月の間に1,870フロリンを使ってしまったという。翌年の夏季にも演奏会活動が少なくなり、レオポルトは再びやりくりに関して次第に窮余の策に打って出るようになった。子どもたちがスワン・アンド・ハープ・パブで毎日サーカス巡業のごとく、ジェーン・グラバーによるところの屈辱的な額で演奏を披露したことなどがこれにあたる。旅暮らしの不安定さを経験したレオポルトはその後、ヴォルフガングはそのような旅に独りで挑戦するほど世才に秀でていないため、保証された給料を得るために一か所にとどまる必要があると考えるようになるのである。

### 音楽面
音楽的な成長という面では2人の子どもはいずれも進歩を遂げたが、ヴォルフガングの伸びは驚異的であり全く予想を超えたものだった。モーツァルト一家はいまや北ヨーロッパ中の主要な音楽家や王侯貴族に知られるようになっていた。宮殿における王、女王、貴族たちとの出会いに加え、子どもたちは数か国語を操るようになっており、この旅行が彼らにとって優れた教育の機会となったことがわかる。一方でこうした成長には犠牲が伴った。グリムはパリにおいて、特にヴォルフガングが抱えるストレスと緊張に気付き、こう懸念している。「熟す前に落ちてしまいかねない程に未熟な果実である。」しかしながらヒルデスハイマーは憂慮を表明しつつも、もしモーツァルトの35歳での死が幼少期に働きすぎたためにもたらされたのだとすれば、死までの期間の生産性は落ちるはずであり、また衰えの兆候が明らかに現れていたはずだと結論付けている。

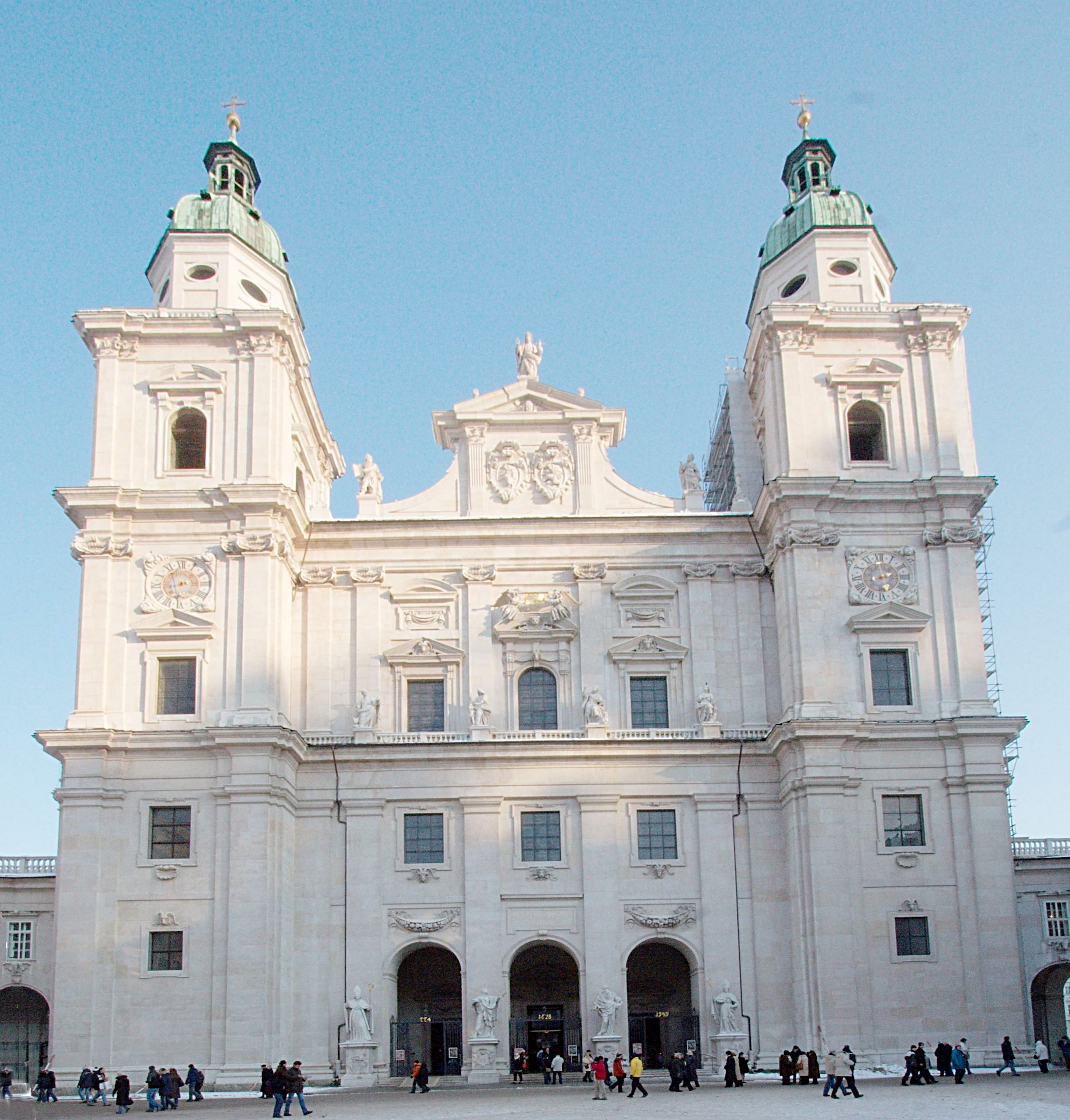
モーツァルトが1766年12月に交響曲作曲家として地元デビューを果たしたザルツブルク大聖堂

ヴォルフガングが旅行中に作曲した楽曲は、約30曲が現在まで残っている。チューリッヒで作曲したチェロ作品や数曲の交響曲など、他の多くの作品は失われたままである。現存する作品にはパリ、ロンドン、デン・ハーグで書かれたクラヴィーアソナタ、4曲の交響曲、様々なアリア、ネーデルラントで王子の祝典のためにしつらえられた楽曲、キリエ、そしてそれ以外の無名の楽曲がある。モーツァルトの交響曲の作曲家としての経歴はロンドンに始まっており、ここではアーベルとJ.C.バッハから直接影響を受けただけでなく、ロンドンの代表的な作曲家であったトマス・アーン、ウィリアム・ボイスやジュゼッペ・サンマルティーニなどの交響曲を聴いてたのかもしれない。これはザスローによれば「このジャンルへの導入として理想に近い」ものである。ザスローが初期交響曲について指摘するのは、それらは後年のモーツァルトの傑作群とは比べられないながらも、楽曲の規模、複雑さと独自性において同時代に交響曲の権威として名の知れた作曲家たちの交響曲に肩を並べる出来栄えだということである。事実、アーベルの『交響曲第6番 変ホ長調』は当初ケッヘル目録でモーツァルト作品と取り違えられて『交響曲第3番』K.18と記載されたほど、様式と技法の点でモーツァルトに似通っている。セイディーはデン・ハーグで書かれたK.22の交響曲が、それ以前にロンドンで書かれた交響曲群に比べて著しく洗練の度を増していることを見出している。
さらにセイディーによれば、モーツァルトの創作力の発展はネーデルラントの妃のために書かれたソナタにも同様に反映されており、その前のパリやロンドンでの期間にみられたものとは技法と着想が格段に進歩しているという。モーツァルトが初めて挑戦した「アリア・ダフェット」である『願わくは、いとしい人よ』K.73bなどのネーデルラントで作曲されたアリアは、ケッヘル番号が大きい数字であることからも分かる通り、かつてはより後年の作であると考えられていた。このように、モーツァルトはこの旅行を通じて鍵盤楽器の簡単な楽曲の作曲家から、幅広いジャンルでますます熟達を続ける作曲家へと変貌をと経たのである。ザルツブルク大聖堂で12月8日に行われた荘厳ミサにおいて、彼の交響曲（いずれの作品であるかはわからない）が演奏されたことからもこれは裏付けられる。レオポルトの雇い主であった領主司教は、あからさまにヴォルフガングの作品に対して懐疑的な目を向けていた。彼はそれらをレオポルトの作品であると考えており、なぜなら楽曲には「子どもの作品呼んでしまえる程の不出来な点が到底見つからない」からであった。

## 旅行後
モーツァルト一家が旅行で得た収益が実際にいくらであったにせよ、彼らはゲトライデガッセの窮屈なアパートに住み続け、レオポルトは宮廷音楽家としての業務へと戻った。しかしながら、ヴォルフガングの続く6年間の生活は旅と公衆の面前での活動が支配することになる。1767年9月、一家は今度はウィーンへと向かい、1769年1月までそこに留まった。これは天然痘の大流行から逃れなければならなかったのとは、また別である。同年12月、レオポルトとヴォルフガングはイタリアへと赴いた。この時すでに18歳になっていたナンネルはもはや驚異の子どもとして登場するわけにもいかず、旅には加わらなかった。彼らは6か月家を空けた後、1771年8月からミラノに5か月滞在してヴォルフガングのオペラ『アルバのアスカーニョ』の練習と本番に立ち会った。3回目で最後となるイタリア行きは1772年10月から1773年3月までのことで、これは最後の大きな旅行にもなった。新たにザルツブルクの領主司教となったヒエロニムス・フォン・コロレド伯爵は宮廷音楽家の任務についての考えが前任者と異なっており、レオポルトと、この時には宮廷に雇われていたヴォルフガングがかつて謳歌したような自由を制限したのであった。